# Lyon Sprague de Camp

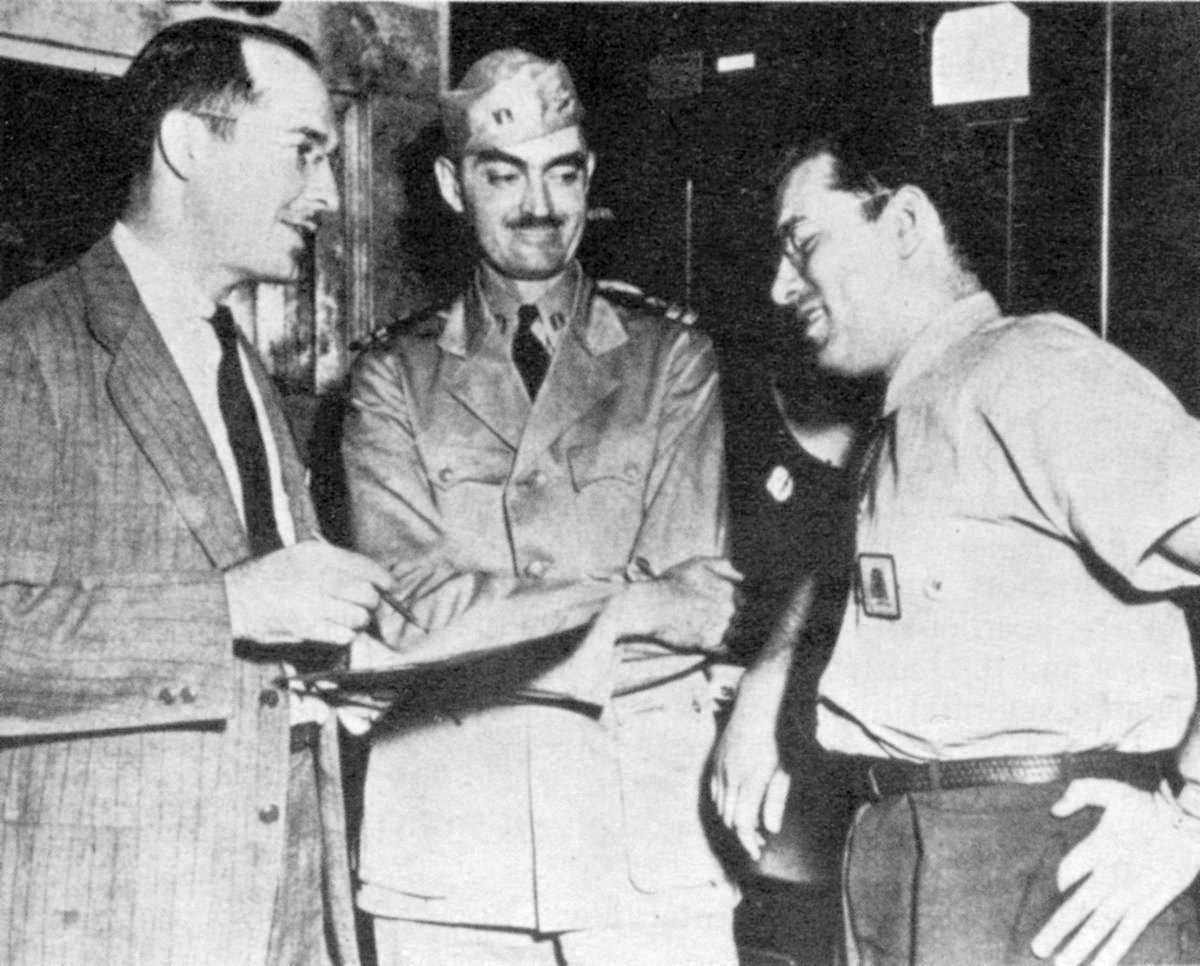
Heinlein (links), Lyon Sprague de Camp (midden) en Asimov (rechts) op de marinebasis van Philadelphia (1944).

Lyon Sprague de Camp, (New York, 27 november 1907 – Plano (Texas), 6 november 2000) was een Amerikaans sciencefiction- en fantasyschrijver. Hij publiceerde zijn eerste verhaal, "The Isolinguals" (1937), in het tijdschrift Astounding Science Fiction.
Tot de Camps bekendste werken behoren de korte romans Lest Darkness Fall (1939), The Wheels of If (1940) en The Glory That Was (1960).  Ook de Harold Shea serie en de Tales from Gavagan's Bar zijn geliefd. Hij heeft enkele romans over Conan de Barbaar geschreven, waardoor de interesse in de door Robert E. Howard gecreëerde figuur oplaaide.
Hij schreef regelmatig "historische fictie", een verzonnen verhaal in een accurate historische omgeving. The Dragon of Ishtar Gate (1961) is hiervan een goed voorbeeld. Het speelt in de tijd van de Perzische koning Xerxes I en geeft een historisch accuraat beeld van deze periode.
De Camp kreeg the Nebula Grand Master Award in 1978, nadat hij al de Gandalf Grand Master Award in 1976 had ontvangen. Met zijn autobiografie, Time and Chance won hij de Hugo Award in 1997.
De Camp schreef biografieën over Robert E. Howard en H.P. Lovecraft. Fans van Lovecraft bekritiseerden het boek als weinig flatteus en ongebalanceerd.
Tijdens de Tweede Wereldoorlog werkte de Camp met collega-schrijvers Isaac Asimov en Robert Heinlein op de scheepswerf van de Amerikaanse marine in Philadelphia.
Hij schreef ook een standaardwerk over Atlantis, Lost Continents : the Atlantis theme in History, Science and Literature (1954, herziene versie 1970).
De Camp stierf zeven maanden na zijn vrouw, Catherine Cook de Camp, met wie hij zestig jaar getrouwd was.

### Harold Shea-serie
- The Incomplete Enchanter (1941 - met Fletcher Pratt)
- The Castle of Iron (1941 - met Fletcher Pratt)
- Wall of Serpents (1953 - met Fletcher Pratt)
- Sir Harold and the Gnome King (1991)
- The Enchanter Reborn (1992 - met Christopher Stasheff)
- The Exotic Enchanter (1995 - met Christopher Stasheff)

### Novaria-serie
- The Emperor's Fan (1973)
- The Fallible Fiend (1974)
- The Goblin Tower (1968)
- The Clocks of Iraz (1971) (nl: De klokken van Iraz)
- The Unbeheaded King (1983)
- The Reluctant King (1985 - omnibus)
- The Honorable Barbarian (1989)

### Incorporated Knight-serie
- The Incorporated Knight (1987)
- The Pixilated Peeress (1991)

### Overige romans
- Lest Darkness Fall (1941)
- Land of Unreason (1942 - met Fletcher Pratt)
- Divide and Rule (1948)
- The Carnelian Cube (1948 - met Fletcher Pratt)
- The Stolen Dormouse (1948)
- Genus Homo (1950 - met P Schuyler Miller)
- Rogue Queen (1951)
- The Undesired Princess (1951)
- Cosmic Manhunt (1954)
- Solomon's Stone (1957)
- An Elephant for Aristotle (1958)
- The Tower of Zanid (1958)
- The Bronze God of Rhodes (1960)
- The Glory That Was (1960)
- The Dragon of the Ishtar Gate (1961)
- The Search for Zei (1962)
- The Hand of Zei (1963)
- The Arrows of Hercules (1965)
- Conan the Adventurer (1966, verhalenbundel, samen met Robert E. Howard) (nl: Conan de avonturier)
- Conan the Usurper (1967, verhalenbundel, samen met Robert E. Howard) (nl: Conan de overweldiger)
- Conan the Wanderer (1968, verhalenbundel, samen met Robert E. Howard en Lin Carter) (nl: Conan de vrijbuiter)
- Conan the Freebooter (1968, verhalenbundel, samen met Robert E. Howard) (nl: Conan de avonturier)
- Conan of Cimmeria (1969, verhalenbundel, samen met Robert E. Howard en Lin Carter) (nl: Conan van Cimmerië)
- The Golden Wind (1969)
- Conan the Buccaneer (1971 - met Lin Carter) (nl: Conan de boekanier)
- The Virgin and the Wheels (1976)
- The Queen of Zamba (1977)
- Conan of Aquilonia (1977)
- The Hostage of Zir (1977)
- Conan the Swordsman (1978 - met Lin Carter and Björn Nyberg)
- The Great Fetish (1978)
- Footprints on Sand (1981)
- Conan the Barbarian (1982 - met Lin Carter)
- The Prisoner of Zhamanak (1982)
- The Fringe of the Unknown (1983)
- The Bones of Zora (1983 - met Catherine Crook de Camp)
- The Stones of Nomuru (1988 - met Catherine Crook de Camp)
- The Undesired Princess and the Enchanted Bunny (1990 - met David Drake)
- The Swords of Zinjaban (1991 - met Catherine Crook de Camp)
- The Venom Trees of Sunga (1992)